# Nefermaat (djati de Snefru)
El príncep Nefermaat (també Nefermat I o A) podria haver estat fill de Snefru, primer faraó de la quarta dinastia, i tenia el càrrec de Djati (visir). El seu nom significa, literalment, perfecta és la Justícia (Maat).
Podria haver dirigit la construcció de la Piràmide de Seneferu, i se li adjudica la invenció de la tècnica d'incrustació de pasta de vidre acolorida:
| « | Així doncs, va regalar als seus déus una escriptura indeleble. | » |

En la seva tomba de Meidum, un mastaba compartida amb la seva dona Itet, va fer representar els seus dominis, que eren almenys quaranta-cinc.

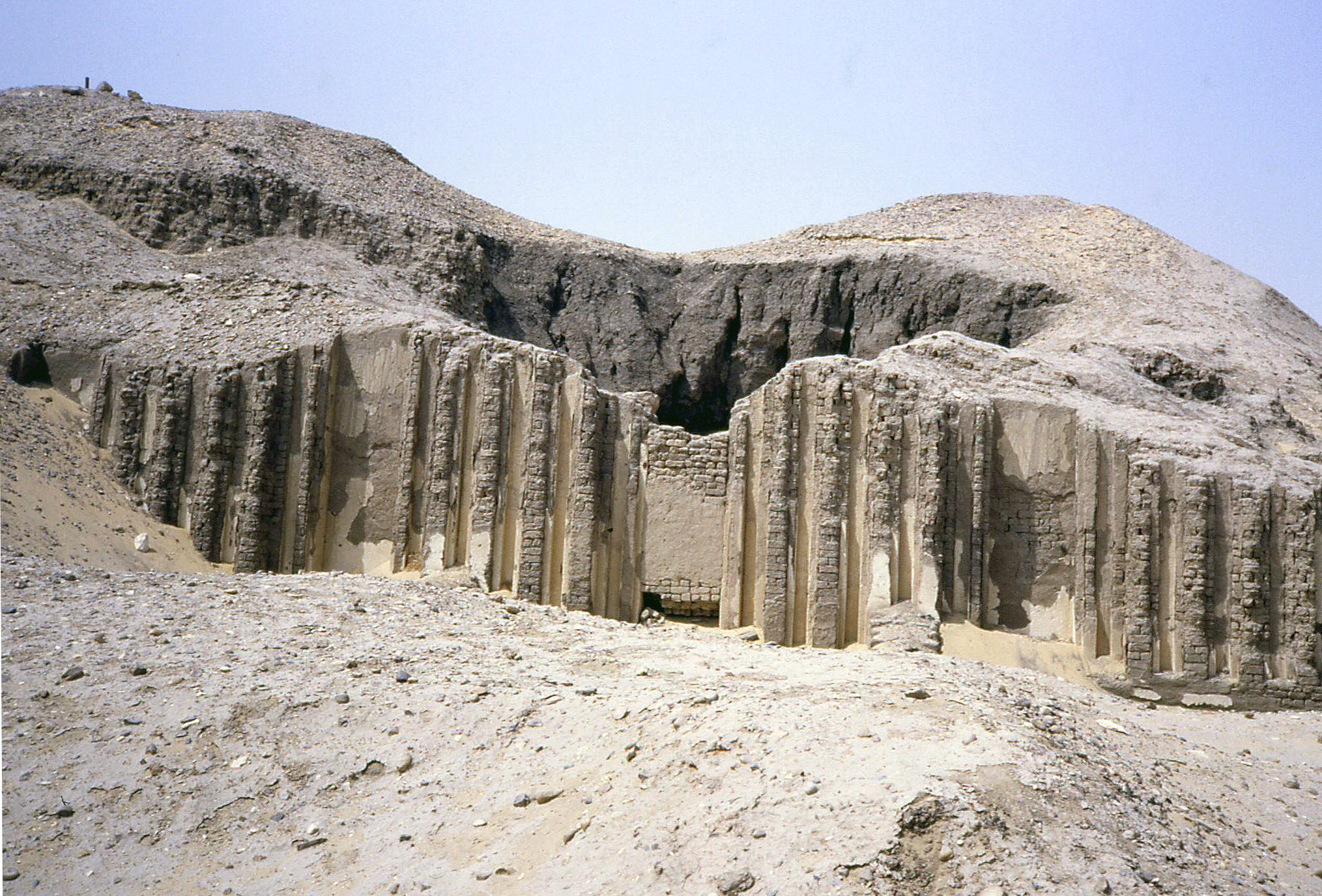
Mastaba de Nefermaat i Itet. IV Dinastia. Regnat de Snefru, Meidum.

 Una de les imatges és una escena de caça amb xarxa, i les famoses «Oques de Meidum», que són especialment sorprenents pels tons naturals aconseguits en la pintura, aplicada sobre una capa d'estuc; plantes d'un verd clar, i flors vermelles, representen el paisatge de les ribes d'un estany. El fris, d'una longitud de 1,73 m i una alçada de 28 cm, es conserva en el Museu d'Antiguitats Egípcies.

## Família
Tot i l'absència d'evidència epigràfica, es creu que podria haver estat fill de Snefru i de la reina Hetepheres I, i germà del faraó Kheops i dels prínceps Kanefer (djati de Kheops), Ankhaf i de la princesa Nefertkau.
| nfr | U4 · t | \| \| | nfr | I9 · D21 | U2 · Aa11 | D36 · X1 · Z5 |
|     |        |       |     |          |           |               |

|  |

| nfr | U4 · t | \| \| | nfr | I9 · D21 | U2 · Aa11 | D36 · X1 · Z5 |
|     |        |       |     |          |           |               |

|  |